# Berliner Pilsner
Berliner Pilsner, tyskt ölmärke från Berlin, bryggt av Berliner-Kindl-Schultheiss-Brauerei. Berliner Pilsner är ett av Berlins klassiska ölmärken och var tidigare ett statsägt bryggeri i Östberlin. Sedan 1991 ingår detta i Brau & Brunnen och sedan 1999 i dess dotterbolag Schultheiss-Brauerei.
Berliner Pilsners historia går tillbaka till 1902. Från 1963 lanserades det som ett alternativ i Östberlin till Schultheiss och Berliner Kindl i Västberlin. Från 1969 ingick man i det statliga dryckeskombinatet i Östberlin. I och med murens fall och Tysklands återförening privatiserades verksamheten och köptes upp av Brau & Brunnen. I samband med detta moderniserades produktionen och varumärket genomarbetades, bland annat genom ny design av etikett och flaska. Under kommande år skedde nya förändringar, de senaste år 2006 då den nuvarande logotypen med en röd björn med riksdagskupolen infördes. Imagen har målmedvetet ändrats från att ha varit ett traditionsrikt öl från forna Östberlin till att rikta sig mot en yngre storstadspublik. På det sättet har det funnits sin nisch på marknaden och inom den egna koncernen med systermärkena Berliner Kindl och Schultheiss. 